# Thoracocarpus bissectus
Thoracocarpus bissectus är en enhjärtbladig växtart som först beskrevs av Vell., och fick sitt nu gällande namn av Gunnar Wilhelm Harling. Thoracocarpus bissectus ingår i släktet Thoracocarpus och familjen Cyclanthaceae. Inga underarter finns listade.